# 샌타페이군

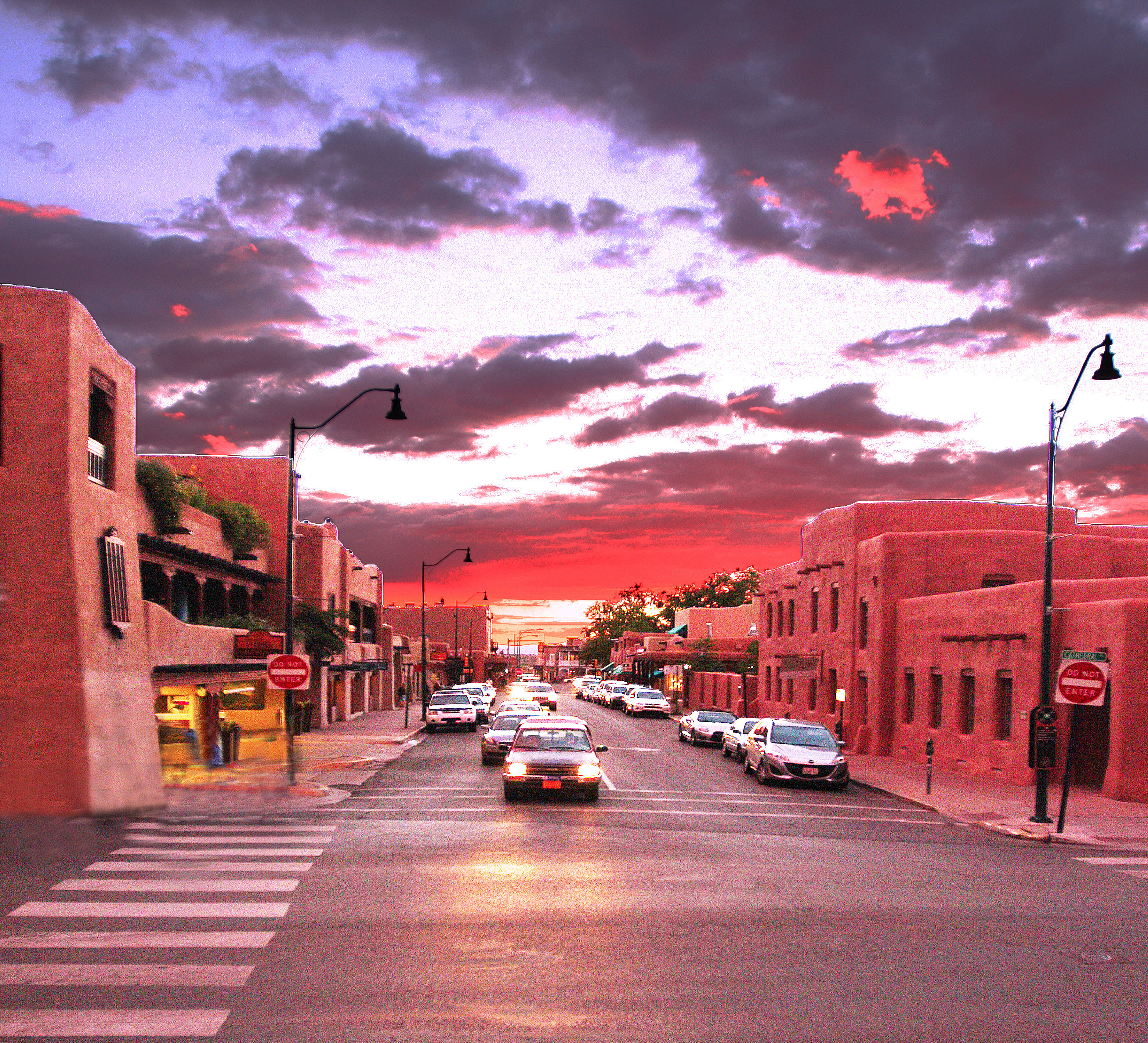

샌타페이군 또는 샌타페이 카운티(Santa Fe County)는 미국 뉴멕시코주 북부에 있는 군이다. 스페인어로 "거룩한 믿음" 이란 뜻. 2000년 기준으로, 인구는 129,292명이다. 군청 소재지는 샌타페이이다.

## 지리
총면적은 4,949 km2(1,911 mi²)이다. 이 중 육지 면적은 4,945 km2(1,909 mi²)이고, 수면적은 4 km2(2 mi²)로, 수면적이 샌타페이 군 면적의 0.08 %를 차지한다.

## 인구
| 인구조사                                                      | 인구    | Note  | %±    |
| ------------------------------------------------------------- | ------- | ----- | ----- |
| 1910년                                                        | 14,770  |       | —     |
| 1920년                                                        | 15,030  |       | 1.8%  |
| 1930년                                                        | 19,567  |       | 30.2% |
| 1940년                                                        | 30,826  |       | 57.5% |
| 1950년                                                        | 38,153  |       | 23.8% |
| 1960년                                                        | 44,970  |       | 17.9% |
| 1970년                                                        | 53,756  |       | 19.5% |
| 1980년                                                        | 75,360  |       | 40.2% |
| 1990년                                                        | 98,928  |       | 31.3% |
| 2000년                                                        | 129,292 |       | 30.7% |
| 2010년                                                        | 144,170 |       | 11.5% |
| 2019 (추산)                                                   | 150,358 | [ 1 ] | 4.3%  |
| U.S. Decennial Census 1790-1960 1900-1990 1990-2000 2010-2016 |         |       |       |

## 인접하는 군
- 북쪽: 리오아리바 군
- 북동쪽: 모라 군
- 동쪽: 산미겔 군
- 남쪽: 토랜스 군
- 북서쪽: 베르나릴로 군
- 서쪽: 산도발 군
- 북서쪽: 로스앨러모스 군